# Zeno-Karte

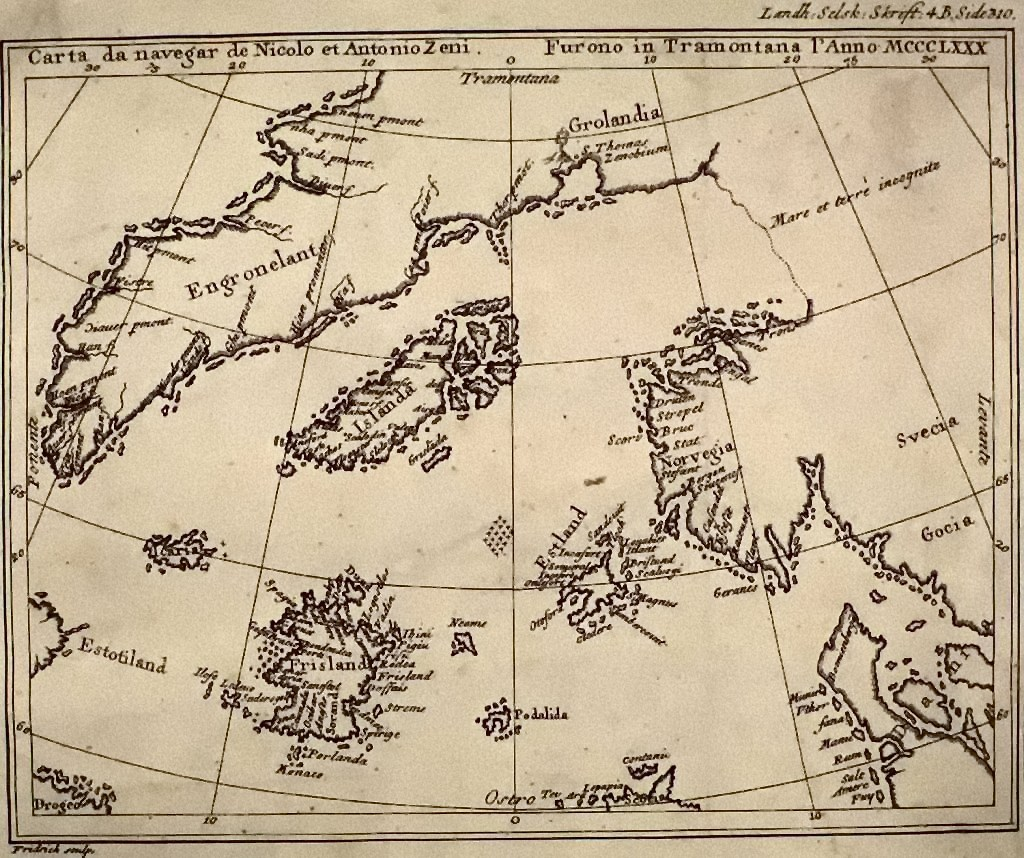
Reproduktion der Zeno-Karte aus einem Buch von 1793

Die Zeno-Karte ist eine Karte des Nordatlantiks, die erstmals 1558 in Venedig  von Nicolo Zeno, dem gleichnamigen Nachfahren eines der Zeno-Brüder, veröffentlicht wurde.
Nicolo Zeno veröffentlichte die Karte zusammen mit einer Reihe von Briefen, die er angeblich in einem Lagerraum seines Elternhauses in Venedig entdeckt hatte. Laut Zeno datierten die Karte und die Briefe um das Jahr 1400 und beschrieben eine Reise, die die Zeno-Brüder in den 1390er Jahren unter der Führung eines Prinzen namens Zichmni unternommen hätten. Dabei hätten sie den Nordatlantik überquert und Nordamerika erreicht.
Heute nehmen die meisten Historiker an, dass es sich bei der Karte und den Briefen um Fälschungen handelt, die der jüngere Nicolo verfasste, um die Entdeckung Amerikas nachträglich für Venedig zu reklamieren.
Dafür sprechen einige nichtexistente Inseln, die auf der Karte verzeichnet sind. Eine dieser Inseln ist die Phantominsel Frisland, auf der sich die Zenos angeblich einige Zeit aufgehalten hatten und die zunächst als die Färöer gedeutet worden waren.
Heute nimmt man an, dass die Karte auf verschiedenen früheren Karten des 16. Jahrhunderts beruhte, insbesondere auf:
- der Carta marina von Olaus Magnus,
- der Caerte van Oostland von Cornelis Anthonisz und
- auf Karten des Claudius-Clavus-Typus.[1]